# Karrenzin
Karrenzin est une commune de Mecklembourg-Poméranie-Occidentale, en Allemagne, dans l'arrondissement de Ludwigslust-Parchim. Elle est reconnue "station climatique" depuis 1998.

## Géographie
Karrenzin est située à 12 km au sud de Parchim. La commune est traversée par la rivière Löcknitz.

## Quartiers
- Herzfeld
- Karrenzin
- Neu Herzfeld
- Repzin
- Wulfsahl